# Kofaktor
A kofaktor olyan szerves molekula vagy fémion, amely nélkülözhetetlen ahhoz, hogy egy enzim kifejtse a hatását. A kofaktor hozzákapcsolódik a hozzá tartozó, de nélküle funkcionálisan inaktív fehérjéhez, amelyet ezen állapotában apoenzimnek neveznek, ezzel létrejön az aktív enzim, a holoenzim.

## Osztályozás
A kofaktornak a következő fajtái vannak:
| Prosztetikus csoport | Szerves molekula vagy fémion, amely kovalens vagy koordinatív kötéssel irreverzibilisen kapcsolódik az enzimhez, azaz disszociálni nem képes. Az enzim denaturálása nélkül nem távolítható el.        |
| Koenzim              | Az enzimhez reverzibilisen kötődő, az enzim méretéhez képest kis szerves molekula, amely az enzim aktív részét képezi. Funkciós csoportot, hidrogént vagy elektront hordoz és visz át a szubsztrátra. |
| Fémion               | Az enzimhez kötődő fémion, amelynek hiányában az enzim nem működőképes. Az ilyen enzimet metalloenzimnek nevezik.                                                                                     |